# 吕讷
吕讷（法語：Luynes，發音：[lɥin] ⓘ），法国中西部城市，中央-卢瓦尔河谷大区安德尔-卢瓦尔省的一个市镇，隶属于图尔区，其市镇面积为34.01平方公里，2022年1月1日时人口数量为5,081人，在法国市镇中排名第2,191位（2021年）。
吕讷位于安德尔-卢瓦尔省中部，卢瓦尔河右岸，是图尔的一个卫星城，通过多条公交线路连接图尔市区。

## 地名来源
“Luynes”一名于1619年由路易十三所赐，其含义尚有待考证，在此之前该地曾被称为“Maillé”。

## 历史

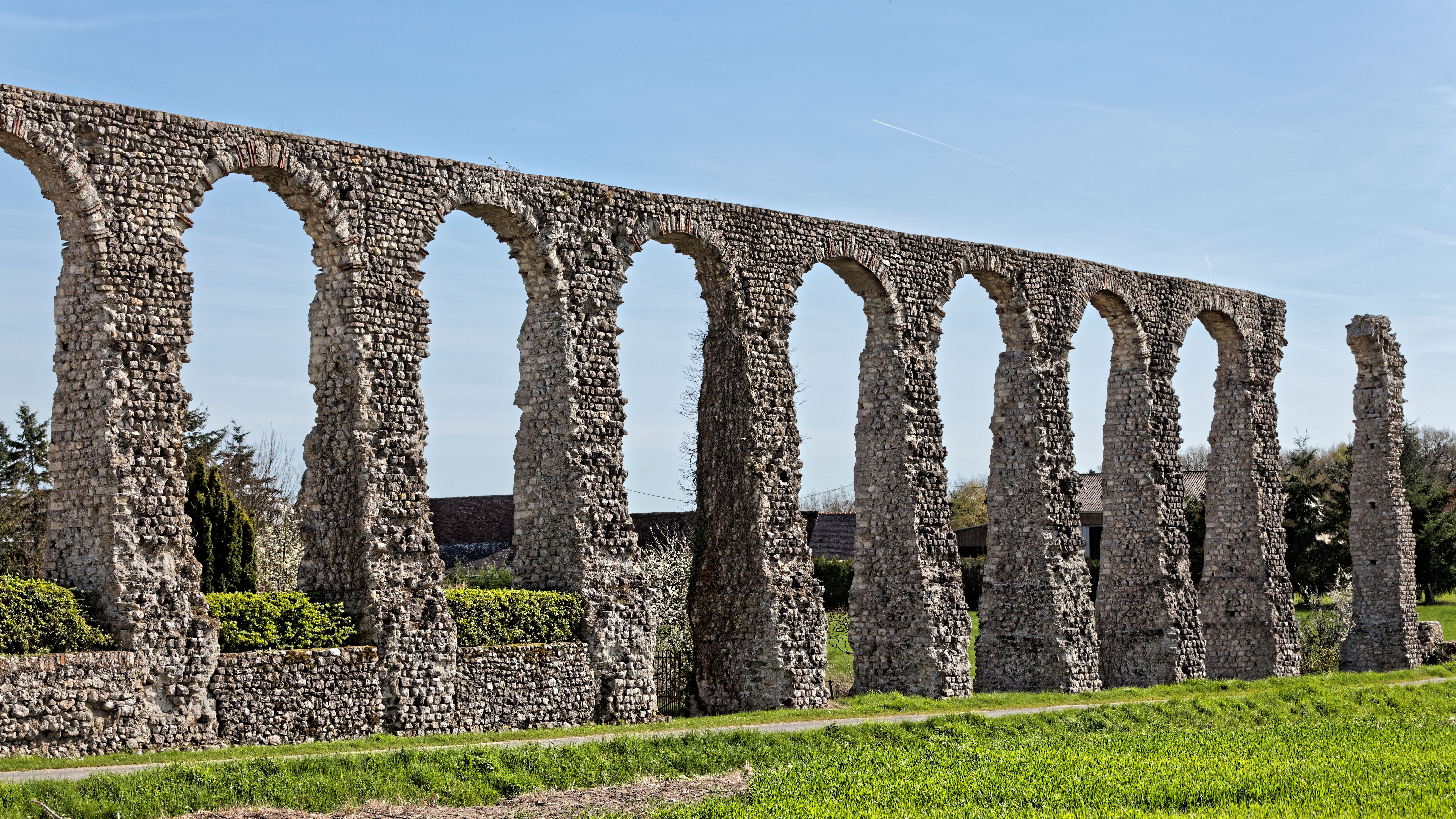
吕讷引水渠遗址

吕讷的早期历史尚不清楚。根据当地官方网站的论述，吕讷地区曾发现旧石器时代的人类活动遗迹。古典时期，罗马人在此修建吕讷引水渠，彼时吕讷已成为一处聚落，当地曾建有一处教堂，后在中世纪初被改建为修道院。公元十世纪时，吕讷境内出现了一座城堡，该城堡在十一世纪末被战毁，后得到重建。十五世纪时，吕讷的领主获得男爵头衔，当地商业得到发展。1619年，阿尔贝的夏尔（Charles d'Albert）购得吕讷，他后来成为了吕伊内公爵。在他的影响下，吕讷在十七世纪时得到大革命的发展，当地建成了教会、司法宫、医院等公共设施，其周边大片田地被开辟为葡萄酒种植园。法国大革命后，吕讷成为安德尔-卢瓦尔省的一个市镇，并在1793至1800年间为该省的一个县治。十九世纪中后期，受根瘤蚜疫情影响，吕讷的葡萄酒种植面积大幅下降。普法战争期间，吕讷圣热纳维耶芙教堂被破坏。自二十世纪70年代以来，得益于图尔的城市扩张，吕讷得到快速发展，当地人口数量逐年增加。1984年，吕讷县得以复设，后于2014年再次撤销。

## 地理

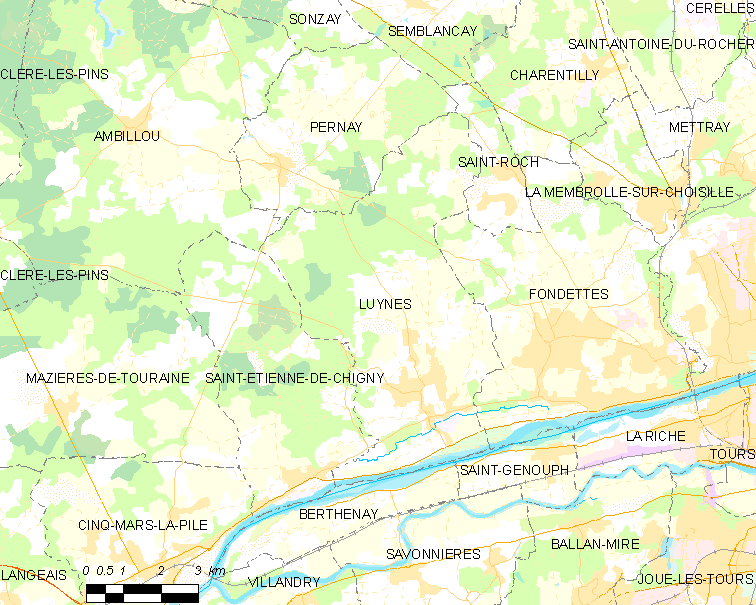
吕讷市镇范围地图

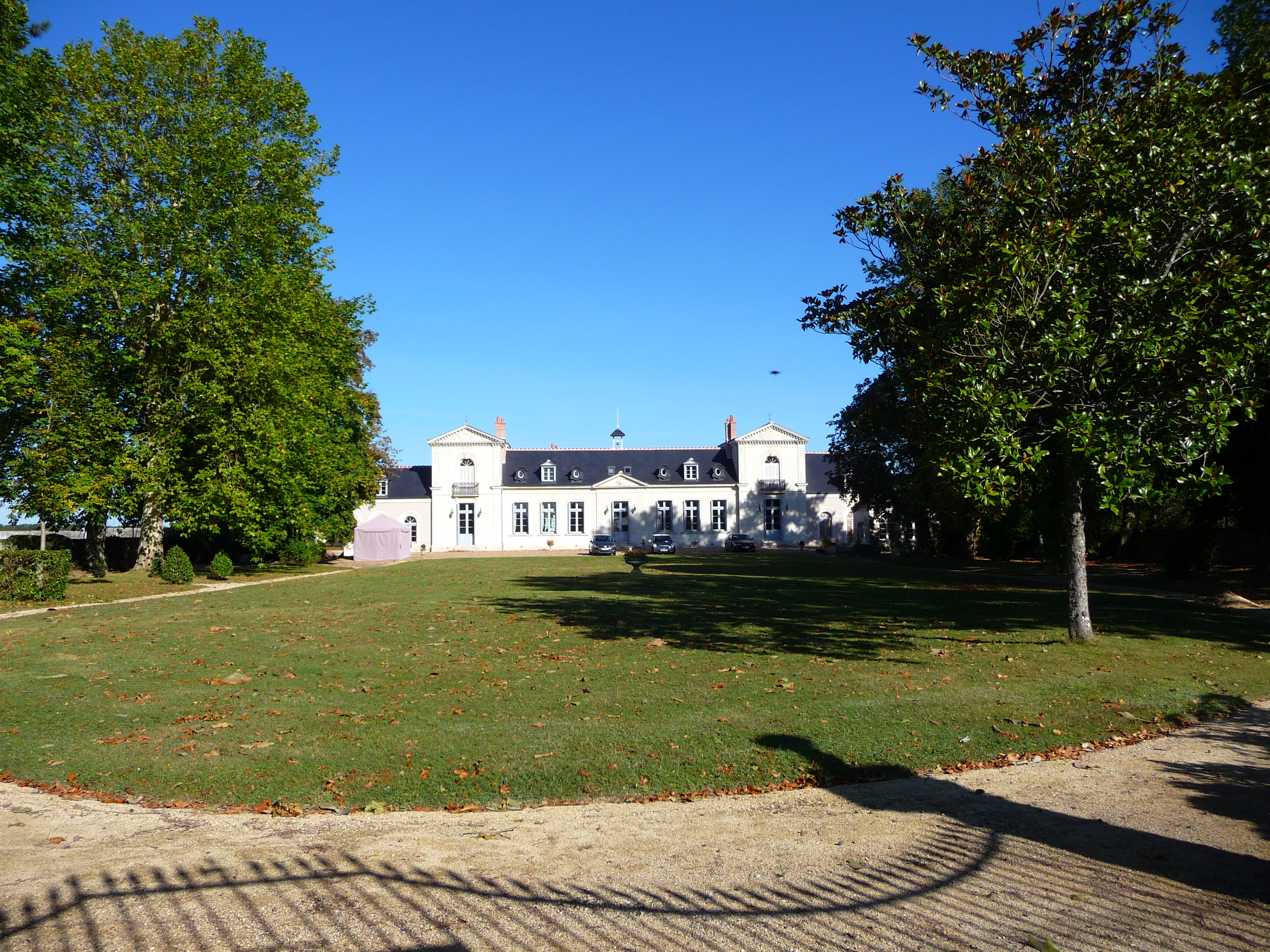
一处绿地

吕讷位于法国中西部，中央-卢瓦尔河谷大区西部和安德尔-卢瓦尔省中部偏北，距离省会图尔大约12公里。与吕讷接壤的市镇包括：昂比尤、贝尔特奈、丰代特、佩尔奈、圣艾蒂安德希尼、圣热努和圣罗克。

### 地形
吕讷位于卢瓦尔河谷腹地，其境内可分为河谷冲积平原和丘陵台地两个分区，南侧地势平坦，北侧则地势较高，部分区域有明显起伏，市镇中心位于一处山涧出口地带，全境海拔在39到105米之间。

### 水文
卢瓦尔河干流自东向西流经吕讷南界，其右岸支流布雷姆河自北向南流经市镇西界和西南部。

### 植被
吕讷属于温带阔叶混交林区，林地多分布于河流附近及坡地地带，市区西南部的卢瓦尔河畔为吕讷草原（Praire de Luynes）。
在鲜花城市的评比中，吕讷被评为2星级鲜花城市。

### 自然灾害
吕讷的地震危险度等级为2级，属于低危险；氡辐射等级为1级，属于低危险。1982至2024年间，吕讷境内共发生19次有记录的自然灾害，其中6次山崩，10次干旱。

### 气候
吕讷在柯本气候分类法中属于温带海洋性气候（Cfb）。

## 行政区划
吕讷的市镇编号为37139，邮政编号为37230。
在行政管理方面，吕讷隶属于法国中央-卢瓦尔河谷大区安德尔-卢瓦尔省图尔区；在地方选举方面，吕讷隶属于卢瓦尔河畔圣西尔县，其市镇范围全境被划入安德尔-卢瓦尔省第五选区；在社会管理方面，吕讷是图尔-卢瓦尔河谷都会区的组成部分。
截至2025年1月，吕讷市镇范围内暂无任何城市敏感街区及城市政策优先街区。
法国国家统计与经济研究所（简称“INSEE”）在进行数据统计时，将吕讷及相邻的另外37个市镇设为图尔城市核心区，并将包括吕讷在内的周边共162个市镇划为图尔城市辐射区。此外，INSEE还将吕讷市镇整体看作一个“块区”（IRIS），以便于统计人口分布情况。

## 交通

### 公路
安德尔-卢瓦尔省省道D3线、D6线、D49线和D952线在吕讷境内交汇。
2021年，85.8%的吕讷家庭拥有至少一辆私人汽车。2023年，吕讷境内共发生各类交通事故2起，造成3人受伤。
| 7 | 12 |

| 图尔 | 12 |

| 卢瓦尔河畔圣西尔 | 10 |

| 朗热 | 16 |

### 铁路
距离吕讷最近的运营中的客运铁路车站为10公里外的桑马尔拉皮勒站，该停靠往返于图尔和索米尔一线的区域列车，部分班次可直通昂热。

### 航空
吕讷距离图尔机场的公路里程大约20公里。

### 城市公共交通
吕讷是图尔城市公共交通（商业名称为“Fil Bleu”）是当地的城市公共交通系统。截至2025年1月，该系统共包括一条有轨电车线路、一条大容量巴士线路和数十条各类公交线路，其中公交50路、57路、68路和定制公交R线经过吕讷。

## 政治
吕讷的现任市长为贝特朗·里图雷先生（Bertrand RITOURET），他是共和党的一名成员，在2020年的市政选举中获得了60.99%的支持率。
在2022年的法国总统大选的第二轮选举中，法国第25任总统埃马纽埃尔·马克龙在吕讷获得了65.25%的支持率。

## 人口
2021年，吕讷市镇人口数量为5,075，在法国排名第2,191位。其中男性2,430人，女性2,645人，75岁及以上人口占9.2%，外籍人口数量为85人，人口密度为149人/平方公里，当地居民被称为（男性）或（女性）。2015至2021年间，吕讷的人口增长率为–0.3%。2022年，吕讷境内出生30人，死亡人口97人。
| 吕讷1901年－2022年人口变化情况 |
|                                |
| 数据来源：Cassini、INSEE       |

## 经济
吕讷是一个区域性的中心城市。INSEE于2020年将吕讷划入图尔就业区（Zone d'emploi de Tours），并又于2022年将其划入图尔生活区（Bassin de vie de Tours）。截至2022年底，吕讷市镇范围内共有活跃企业125家，其中64.8%的员工总数在9人及以下；按照产业分类，当地一、二、三产业占比分别为5.6%、19.2%和75.2%。（商业服务设备）、（零售）及（水电气管道安装）是当地2022年已公布营业额最高的三个企业，分别为18,626,986欧元、17,812,527欧元和1,161,058欧元。

## 财政与居民收入
2023年，吕讷的财政收入总额为6,065,600欧元，财政支出总额为5,747,030欧元，当年的债务总额为4,037,080欧元。2023年，吕讷市镇通过增值税获得78,880欧元的收入，此外当地还共获得了465,950欧元的国家直接财政补助。
| 吕讷居民收入情况                                 | 吕讷居民收入情况    | 吕讷居民收入情况    | 吕讷居民收入情况    |
| 内容                                             | 吕讷                | 安德尔-卢瓦尔省     | 法國                |
| ------------------------------------------------ | ------------------- | ------------------- | ------------------- |
| 居民平均时薪                                     | 17.6欧元（2022年）  | 15.9欧元（2022年）  | 17欧元（2022年）    |
| 高级职员人均时薪                                 | 28.3欧元（2022年）  | 26.3欧元（2022年）  | 29.1欧元（2022年）  |
| 中级职员人均时薪                                 | 16.6欧元（2022年）  | 16欧元（2022年）    | 16.6欧元（2022年）  |
| 普通职员人均时薪                                 | 12.3欧元（2022年）  | 11.9欧元（2022年）  | 12.1欧元（2022年）  |
| 工人人均时薪                                     | 12.5欧元（2022年）  | 12.3欧元（2022年）  | 12.5欧元（2022年）  |
| 贫困率                                           | 7%（2021年）        | 12.8%（2021年）     | 14.5%（2021年）     |
| 青壮年（15至64岁）失业率                         | 8.5%（2021年）      | 11.3%（2021年）     | 10.4%（2021年）     |
| 家庭总数                                         | 1,992（2022年）     | 970（2022年）       | 1,160（2022年）     |
| 征税家庭数量占比                                 | 51.6%（2023年）     | 52.7%（2022年）     | 44.8%（2022年）     |
| 家庭年均纳税                                     | 3,764欧元（2023年） | 3,070欧元（2022年） | 4,481欧元（2022年） |
| 资料来源：INSEE、L'Internaute、Le Journal du Net |                     |                     |                     |

## 社会事务

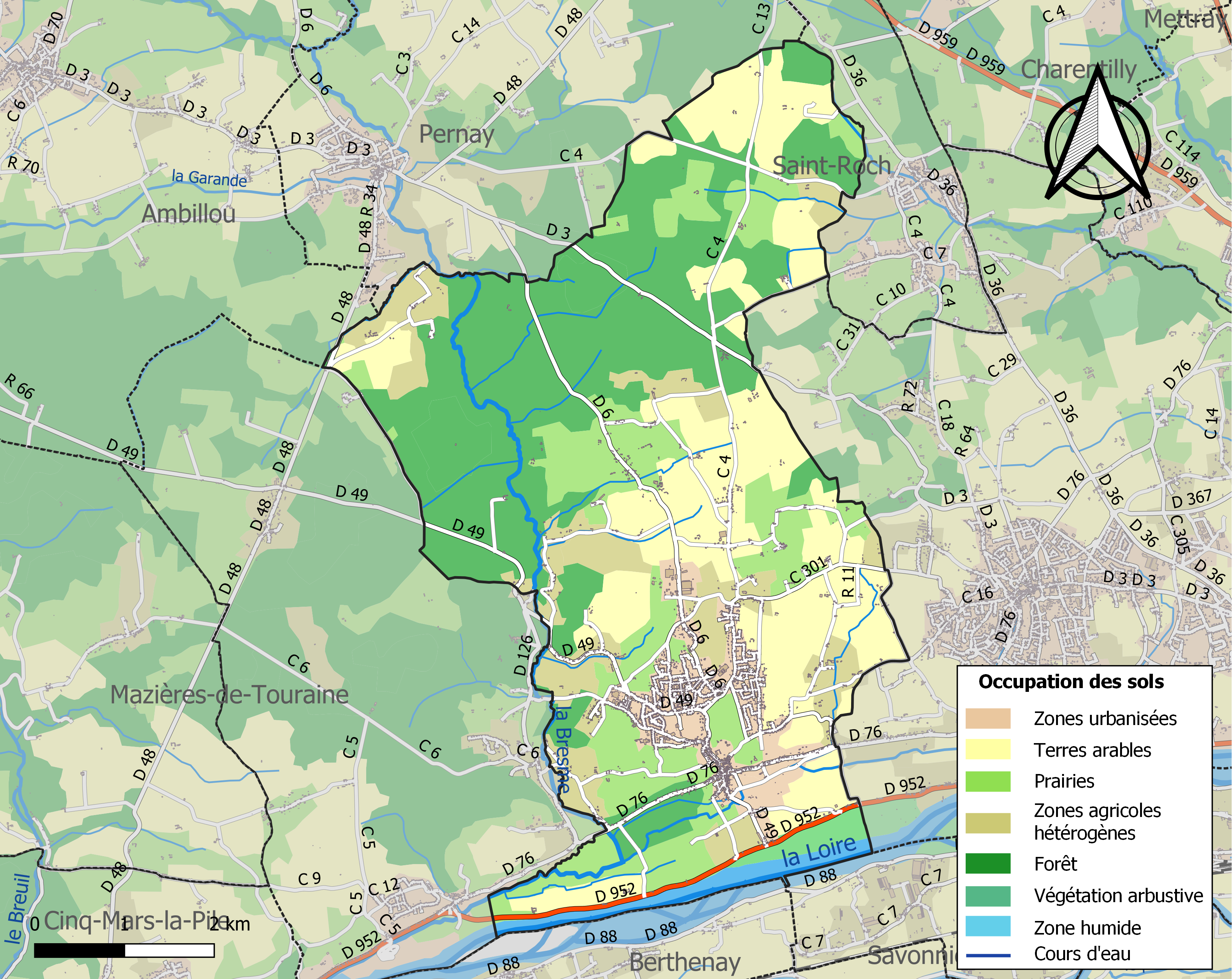
吕讷土地利用情况地图

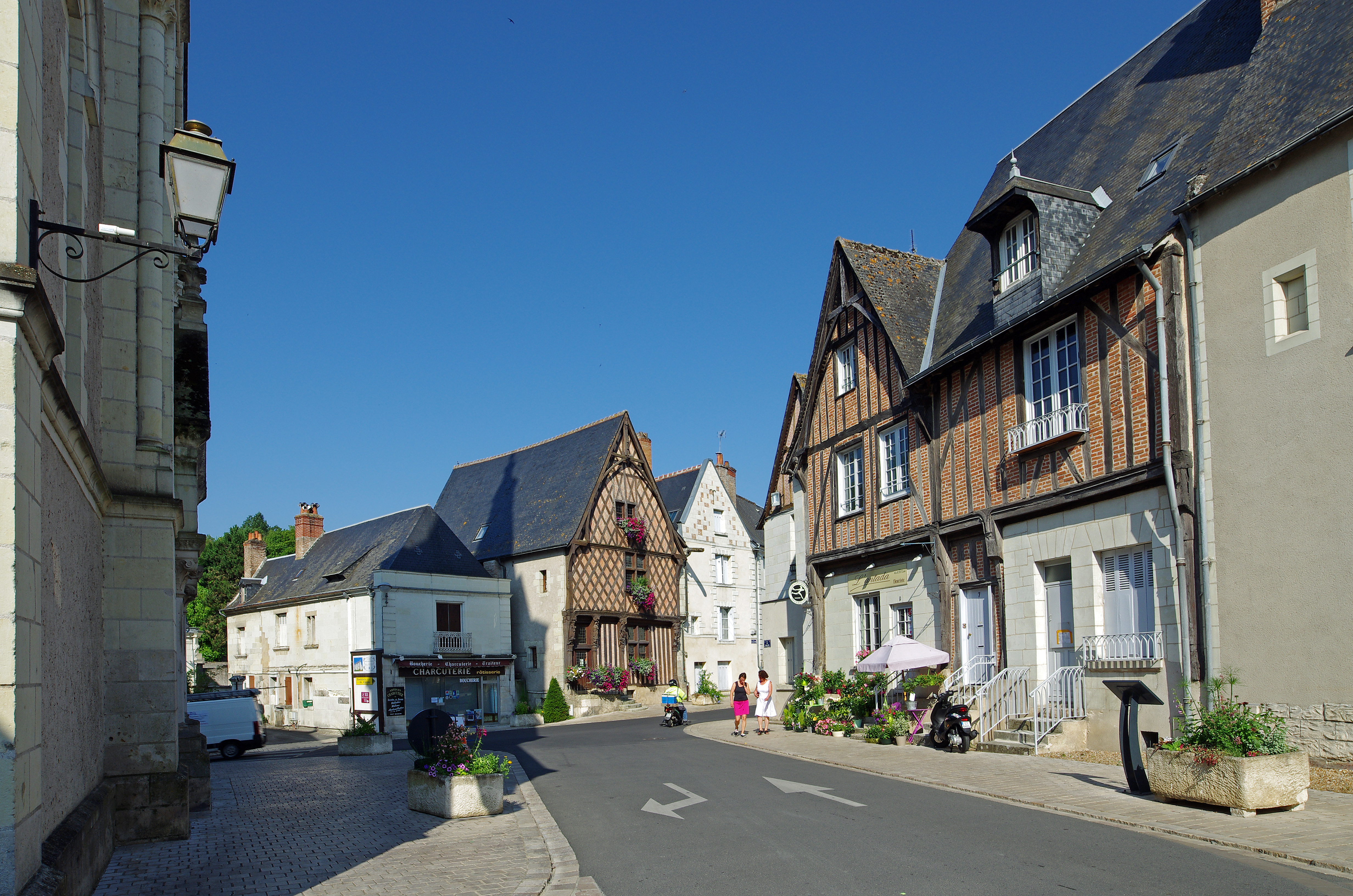
吕讷镇中心的集市街

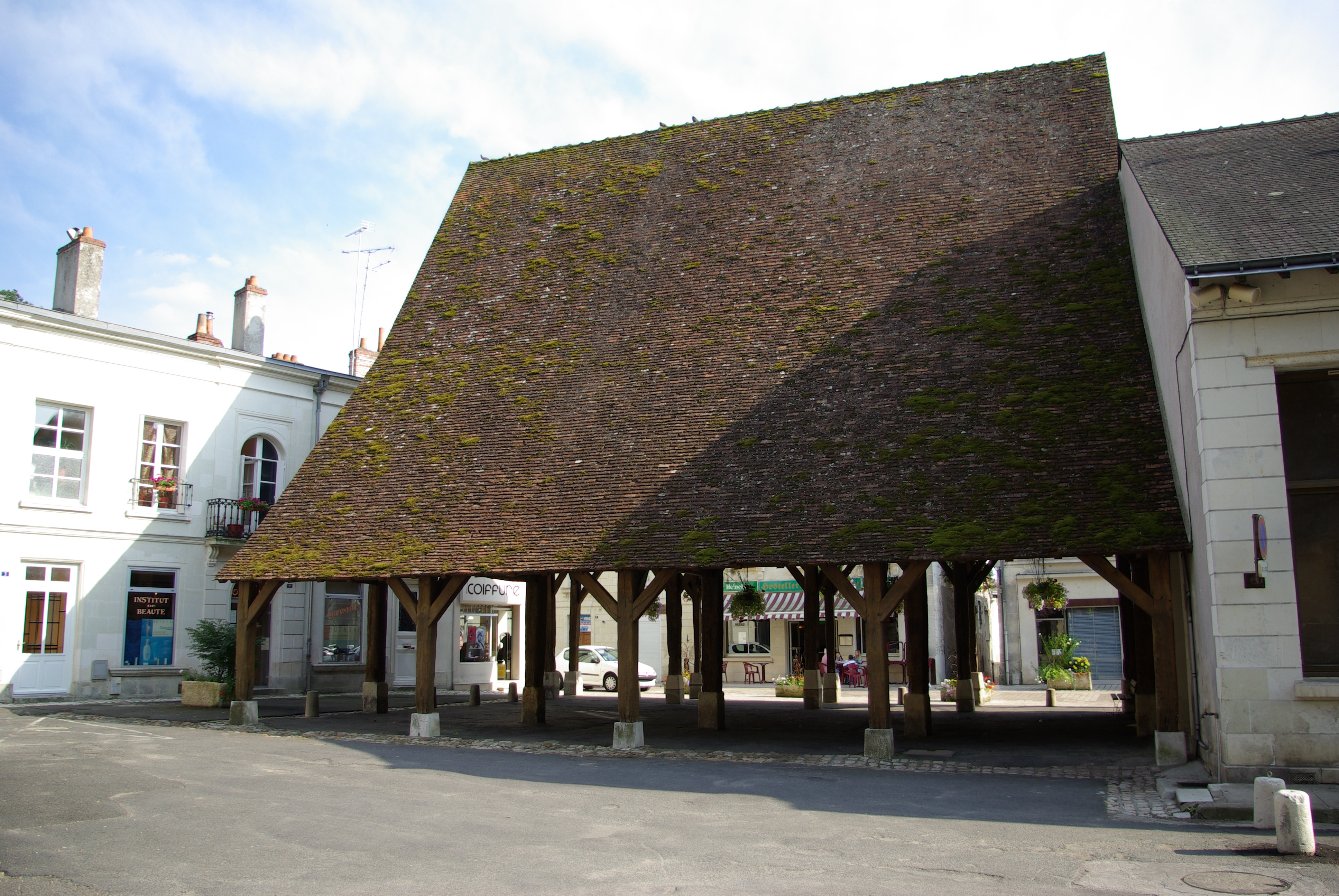
旧集市大堂

### 教育
吕讷属于奥尔良-图尔学区。截至2023年1月1日，吕讷境内共有1所幼儿园、3所小学和1所初级中学。2022至2023学年度，吕讷境内共有在校中等教育阶段学生395名。

### 医疗
截至2023年1月1日，吕讷境内共有全科医生7名、保健师3名、牙医1名、护士4名、助产士1名、药房1家、养老院1家、残疾人帮扶中心4家。
距离吕讷最近的区域性医疗机构为图尔大学大区中心医院，其主病区布勒托诺医院（Hôpital Bretonneau）位于图尔市区西部，距离吕讷市区的正常车程大约16分钟，该院设有床位812个，是安德尔-卢瓦尔省规模最大的公立综合性医院。

### 住房
2021年，吕讷境内共有各类住房2,232套，其中81.5%为独立式住宅，18.3%为集中式住宅。常住房屋占吕讷市镇范围内居民建筑总量的92.2%。2023年，吕讷的居住税率为18.69%，不动产税率为43.80%。
在住房保障政策方面，2023年，吕讷境内共有800户家庭获得了家庭津贴补助，受益人数占总人口数量的15.8%，其中245份为房租补助。

### 商业
2021年，吕讷境内共有各类实体商铺83家，其中餐厅10家、大型超市1家、杂货店1家、面包房2家、肉铺1家、银行门店1家、美容美发店4家、汽车维修店7家。吕讷镇中心西侧建有一家Super U超市。

### 体育
2023年，吕讷境内共有1家游泳池、2间体育馆、1座综合体育场、1处网球场、3处足球或橄榄球场以及2处篮球或排球场。
截至2025年1月，吕讷体育协会（Association Sportive Luynoise，编号523311）是吕讷境内唯一的一家注册足球俱乐部，其主队2024至2025赛季参加安德尔-卢瓦尔省足球联赛乙组（法国第十级别），其主场为市政球场（Stade Municipal）。

### 环境
吕讷的环境事务由其所属的图尔-卢瓦尔河谷都会区联合各级政府协调负责。2021年，吕讷境内暂无污染企业。

### 治安
2021年，吕讷市镇范围内有1处宪兵队。
2023年，吕讷市镇范围内累计记录各类案件124起，其中盗窃类案件27起，人身侵犯类案件58起，毒品交易类案件2起。

## 文化

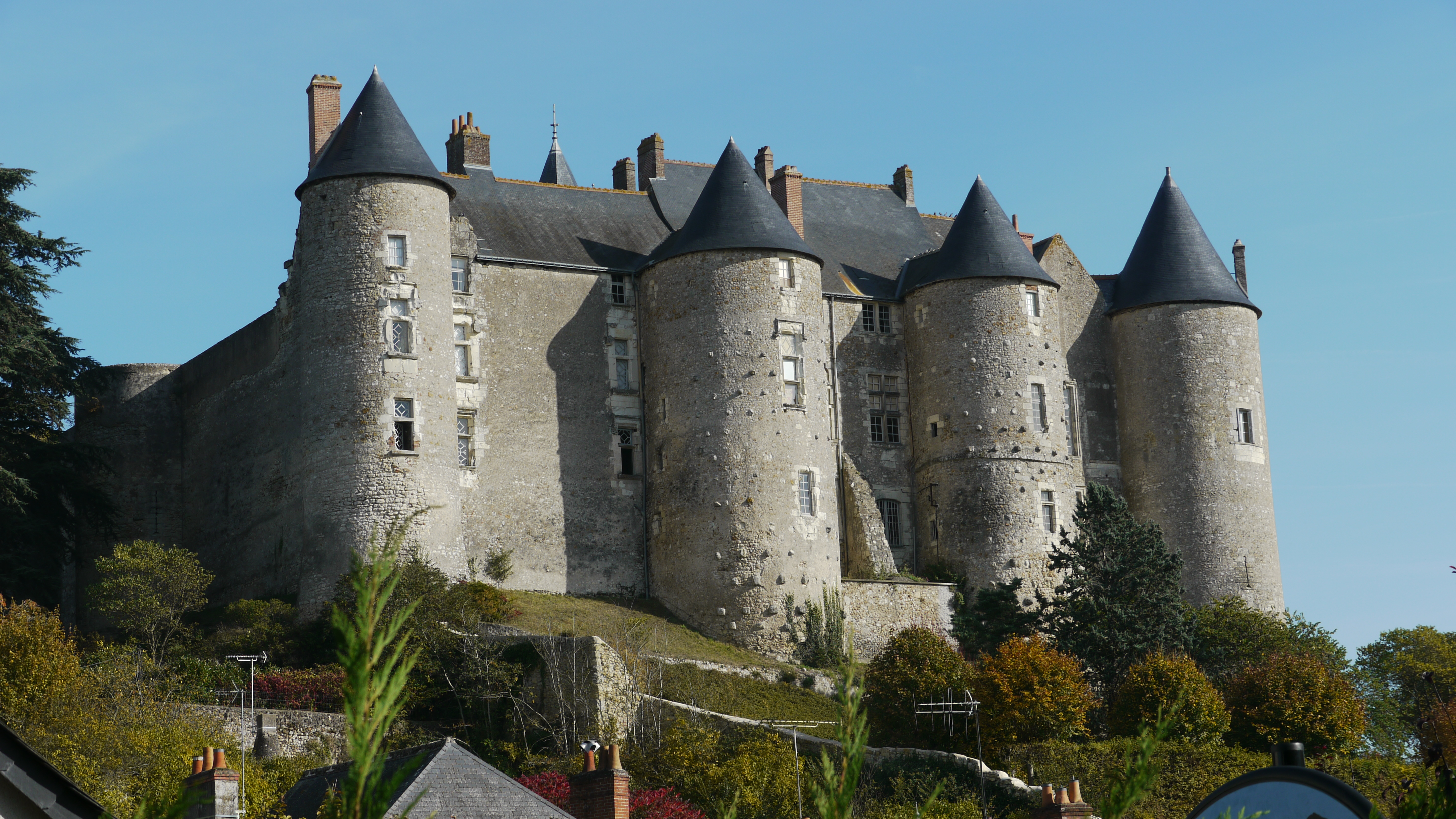
吕讷城堡

2021年，吕讷境内暂无任何文化设施。吕讷境内建有文化中心（Centre culturel），每周二至六向公众开放。

### 建筑
吕讷境内共有8处建筑被列入法国国家文物保护单位，包括吕讷城堡、圣沃南修道院等，此外圣热纳维耶芙教堂（Église Sainte-Geneviève de Luynes）等也是当地的地标性建筑物。

### 旅游
吕讷的旅游事务由其所属的图尔-卢瓦尔河谷都会区联合各级政府协调负责。2024年，吕讷境内共有1家酒店共计9间房间；另有1个露营地，可容纳共67辆露营车。

### 媒体
法国主要的媒体均可在吕讷接收，法国电视三台下属的中央-卢瓦尔河谷大区频道在部分时段播出吕讷所在安德尔-卢瓦尔省的地方新闻。图尔卢瓦尔河谷电视台、《中西部新共和国报》、Ici图赖讷等是当地的主要地方性媒体。

## 友好城市
截至2025年1月，吕讷共与三座城市建立了友好城市关系：
- 德国 梅斯施泰滕
- 西班牙 奥尔韦加
- 英格兰 班廷福德（英语：Buntingford）